# جرعة الإغراق
جرعة الإغراق هو ظاهرة من ظواهر استقلاب الدواء حيث تتسبب العوامل البيئية في إطلاق سابق لأوانه ومبالغ فيه من الدواء. وهذا يمكن أن يزيد بدرجة كبيرة من تركيز الدواء في الجسم، وبالتالي التسبب بآثار ضارة أو حتى سمية للدواء.
تعتبر جرعة الإغراق أكثر شيوعاً في الأدوية التي يتم تناولها عن طريق الفم وهضمها في الجهاز الهضمي. ويمكن أيضاً أن تحدث زيادة في إطلاق الدواء عندما يقوم المريض بأخذ الدواء وتناول وجبات دهنية دسمة أو تناول الكحول في نفس الوقت . وتناول هذه المواد قد يؤثر على كبسولة الدواء لتسريع إطلاق المادة الفعالة، أو أنها قد تحفز السطوح الامتصاصية في الجسم لزيادة معدل امتصاص الدواء.
ظاهرة جرعة الإغراق هو عيب يلاحظ وجوده خاصة في الأدوية التي تأتي على شكل جرعات مديدة.
وبشكل عام، تحاول شركات الأدوية تجنب صناعة الأدوية التي لوحظ تسببها بظاهرة الإغراق. هذه الأدوية هي عرضة للمشاكل وغالباً ما يتم سحبها من الأسواق. وكان هذا هو الحال مع مسكنات الألم بالادون مرة-واحدة-يومياُ Palladone Once Daily فقد تم سحبها من الأسواق وذلك بسبب آثار ظاهرة جرعة الإغراق لها عندما تؤخذ مع الكحول.